# Juan José Rodríguez
Juan José Rodríguez (né le 23 juin 1967) est un footballeur costaricien.